# 유한책임회사
유한책임회사(有限責任會社, limited liability company. LLC)는 2012년 개정된 상법에 도입된 회사의 형태이다. 유한책임회사의 내부관계에 관하여는 정관이나 상법에 다른 규정이 없으면 합명회사에 관한 규정을 준용한다. 주식회사의 경직된 지배구조 보다 신속하고 유연하며 탄력적인 지배구조를 가지고 있고, 출자자가 직접 경영에 참여할 수 있으며 각 사원이 출자금액만을 한도로 책임을 지므로, 고도의 기술을 보유하고 있으며 초기 상용화에 어려움을 겪는 청년 벤처 창업에 적합하다.

## 대한민국의 예시
- 아디다스코리아
- 월트 디즈니 컴퍼니 코리아
- 대구텍
- 네슬레코리아[2]
- 쌍용제지

## 같이 보기
- 유한회사
- 합자조합